# Querida Amazonia
Querida Amazonia (spanisch für „geliebtes Amazonien“) ist das nachsynodale apostolische Schreiben Papst Franziskus’ zur außerordentlichen Sonderversammlung der Bischöfe unter dem Thema Amazonien – neue Wege für die Kirche und eine ganzheitliche Ökologie. Es ist die Zusammenschau der Bischofssynode der Länder der Amazonasregion, die vom 6. bis zum 27. Oktober 2019 in Rom stattfand. Das aus vier Kapiteln bestehende und auf Spanisch verfasste Schreiben hat die Form einer Exhortatio (lat. „Ermunterung“) und wendet sich „an das Volk Gottes und an alle Menschen guten Willens“. Es trägt das Datum vom Fest der Darstellung des Herrn (2. Februar) und wurde am 12. Februar 2020 veröffentlicht.

## Hintergrund
Den Hintergrund für das Nachsynodale Apostolische Schreiben „Querida Amazonia“ bildet die vom 6. bis zum 27. Oktober 2019 in Rom abgehaltene Sonderversammlung der Bischofssynode „Amazonien: Neue Wege für die Kirche und für eine ganzheitliche Ökologie“. Die Synode thematisierte vor allem die ökologischen und damit verbundenen sozialen Probleme der Amazonasregion und der dort lebenden indigenen Bevölkerung. Auch die Situation der Kirche und der kirchlichen Verkündigung in Amazonien war Thema der Zusammenkunft. Hierbei stand unter anderem die mangelnde Anzahl von Seelsorgern zur Sakramentenspendung und die als Lösung dieses Problems vorgeschlagene, aber umstrittene Weihe von Diakoninnen und sogenannten „viri probati“ im Interesse der Öffentlichkeit. Diese aus progressiven Kirchenkreisen stammenden Vorschläge wurden vom Papst jedoch nicht aufgegriffen. In „Querida Amazonia“ bezieht sich Papst Franziskus auf wesentliche Inhalte seiner anderen Lehrschreiben, vor allem der Enzyklika „Laudato si’“, und stellt das Konzept einer ganzheitlichen Ökologie für die Amazonasregion und die in ihr lebenden Menschen vor.
Nach dem Abschlussdokument der Synode greift Papst Franziskus in diesem nachsynodalen Lehrschreiben noch einmal die wichtigsten Punkte und Beschlüsse des Bischofstreffens auf, um sie der Öffentlichkeit vorzustellen und ihre Umsetzung anzuregen.

## Inhalt
„Querida Amazonia“ gliedert sich, neben einer Einführung und einem Schlussteil, in vier Abschnitte und insgesamt 111 Nummern. Das Schreiben ist stilistisch so gefasst, dass es verschiedene Träume bzw. Visionen für Amazonien beschreibt. Der erste Abschnitt beschäftigt sich mit der sozialen Vision, der zweite und dritte mit der kulturellen und ökologischen und der vierte Abschnitt schließlich mit der kirchlichen Vision für Amazonien.

### Soziale Vision
„Ich träume von einem Amazonien, das für die Rechte der Ärmsten,
 der ursprünglichen (autochthonen) Völker, der Geringsten kämpft,
 wo ihre Stimme gehört und ihre Würde gefördert wird.“
Im ersten Abschnitt seines Schreibens behandelt Papst Franziskus die soziale Situation Amazoniens und stellt zu Beginn fest, dass eine Lösung der sozialen Probleme eng mit der Lösung der ökologischen Probleme verknüpft ist. Beide Bereiche können nicht getrennt voneinander betrachtet werden, da sie sich gegenseitig bedingen und ineinander verschränkt sind. Die soziale und die ökologische Not muss gelindert und bekämpft werden. Hier ist besonders auf den Raubbau an der Natur und den natürlichen Ressourcen hinzuweisen. Mit dieser Ausbeutung geht eine Diskriminierung der indigenen Bevölkerung einher, die zu einer massiven Abwanderung in die Städte führt und die Indigenen dort in eine Vielzahl von Formen der Armut treibt. In den Städten sehen sie sich oft mit Not, Ausbeutung und sexueller Versklavung konfrontiert.
In diesen Situationen erblickt der Papst die Auswüchse eines versteckten Kolonialismus, der in vielen Formen der Globalisierung aufscheint. Daher mahnt er eine Globalisierung an, die sich ohne Ausgrenzung und in Solidarität entwickelt. Besonders die Kirche ist hier gerufen ihrer prophetischen Aufgabe nachzukommen und den Unterdrückten und Armen zur Seite zu stehen.

### Kulturelle Vision
„Ich träume von einem Amazonien, das seinen charakteristischen kulturellen Reichtum bewahrt,
 wo auf so unterschiedliche Weise die Schönheit der Menschheit erstrahlt.“
Mit der zunehmenden Urbanisierung der indigenen Bevölkerung geht meist auch ein Verfall und Verlust ihrer Werte und Kulturen einher, was zu einer weiteren Destabilisierung dieser Volksgruppen beiträgt. Daher ist es von großer Bedeutung, deren Wertvorstellungen zu schützen und zu erhalten. Die kulturelle Förderung Amazoniens darf jedoch kein kultureller Kolonialismus sein. Die Identitäten und Wurzeln der indigenen Völker müssen gewahrt bleiben, damit die konsumistische Sicht der globalisierten Wirtschaft, die dazu neigt, Kulturen gleichförmig zu machen, nicht die kulturelle Vielfalt zerstört. Das von außen an Amazonien herangetragene westliche Denken, soll nicht von „ungerechten Verallgemeinerungen, vereinfachende[n] Reden oder Schlussfolgerungen“ (QA 32) gegenüber der kulturellen und menschlichen Vielfalt Amazoniens geprägt sein. Denn eine solche, nur aus dem eigenen Denken stammende Sichtweise würde der Realität Amazoniens nicht gerecht.
Hierbei sind insbesondere die Massenmedien in die Pflicht genommen. Ihnen obliegt es, mit den von ihrer eigenen Kultur und Sprache bestimmten Kommunikationsformen die Kulturen der Indigenen nicht zu überlagern, sondern deren Themen aufzugreifen und zu Gehör zu bringen.
Der Papst betont auch, wie sehr die westlichen Kulturen von den Kulturen Amazoniens lernen können. Durch einen Blick auf die indigenen Kulturen können leicht die Schattenseiten unserer Zivilisationen, wie etwa ein nahezu schrankenloses Konsumverhalten, Individualismus, Diskriminierung und Ungleichheit, erkannt werden. Von einer Begegnung auf Augenhöhe und einem kulturellen Austausch mit den Völkern der Amazonasregion können also auch die westlichen Industrienationen profitieren und alternative Lebenskonzepte kennenlernen.

### Ökologische Vision
„Ich träume von einem Amazonien, das die überwältigende Schönheit der Natur,
 die sein Schmuck ist, eifersüchtig hütet,
 das überbordende Leben, das seine Flüsse und Wälder erfüllt.“
Die ökologischen Probleme des Amazonasgebiets visiert Papst Franziskus im dritten Abschnitt seines Schreibens an. Wie bereits im ersten Abschnitt, spricht er auch hier von einer Verbindung der ökologischen und der sozialen Probleme und mahnt neben einer Ökologie der Natur auch eine humane und soziale Ökologie an. Dieser Konnex zwischen dem Ökologischen und dem Sozialen tritt besonders in der engen Verbindung der indigenen Bevölkerung mit der Natur zutage. So führt die westliche Wegwerfkultur und der grenzenlose Konsumismus letztlich nicht nur zu ökologischen Krisen, sondern auch zu Ungleichheit, Ungerechtigkeit und sozialen Unruhen. Dem kann nur begegnet werden, indem der Mensch lernt, einen Lebenswandel anzunehmen, „der weniger unersättlich ist, ruhiger, respektvoller, weniger ängstlich besorgt und brüderlicher“ (QA 58).
Amazonien ist ein sensibles Ökosystem, das auf empfindliche Weise das Weltklima mitreguliert. Die Diversität dort kann in Zukunft auf vielerlei Weise helfen und nützlich sein und darf deshalb nicht beschädigt oder gar zerstört werden. Besonders das Wasser als Grundlage dieses Ökosystems muss geschützt werden. Jede Pflanzen- und Tierart hat jedoch über den praktischen Nutzen hinaus auch einen Eigenwert um ihrer selbst willen. In diesem Sinne soll auch die Natur selbst nicht nur als ein Ding oder eine Ressource begriffen werden, sondern als ein Wesen und eine Ansammlung von Wesen.

### Kirchliche Vision
„Ich träume von christlichen Gemeinschaften,
 die in Amazonien sich dermaßen einzusetzen und Fleisch und Blut anzunehmen vermögen,
 dass sie der Kirche neue Gesichter mit amazonischen Zügen schenken.“
Die Kirche ist berufen, den Menschen Amazoniens soziale, humanitäre und ökologische Hilfe zu leisten. Diese Hilfe darf jedoch nicht allein politischer Natur sein oder sich auf eine Sammlung moralischer Normen und sozialer Lehrsätze beschränken, sondern muss verbunden sein mit einer missionarischen Verkündigung des Evangeliums. Wenn die Kirche auf die Verkündigung des Evangeliums verzichtete, würde sie das Recht der Menschen auf die Frohe Botschaft beschneiden und wäre nur eine weitere NGO. Bei der Hilfe und Unterstützung der Armen und Benachteiligten muss die Kirche darauf achten, im Zuge der Inkulturation das Geistige besser mit dem Sozialen zu verbinden. Ausdrücklich mahnt der Papst an, dass die pastoral Tätigen in der kirchlichen Soziallehre unterwiesen werden sollen. Der von der Kirche verkündete Glaube darf daher die Kultur, die er vorfindet, nicht einfach überlagern, sondern muss sie aufgreifen und sich inkulturieren, um eine Synthese mit dieser Kultur einzugehen. Diese Inkulturation beinhaltet, dass bestehende Werte und Weisheiten sowie einzelne Bestandteile der indigenen Kulturen aufgegriffen und in den Dienst der christlichen Verkündigung gestellt werden. Für etwaige Unvollkommenheiten und Irrtümer in den Vorstellungen der Kulturen ist ein langsamer Reinigungs- und Reifungsprozess erforderlich.
Inkulturation muss auch bei den Ämtern geschehen. Hierbei ist besonders wichtig, dass auf die jeweiligen indigenen Traditionen Rücksicht genommen wird und allen die häufigere Feier der Eucharistie ermöglicht wird. Zu beachten ist, dass die Feier der Eucharistie unbedingt den geweihten Amtsträgern, den Priestern, vorbehalten ist. Daher ist es wichtig, dafür zu sorgen, dass genügend geweihte Amtsträger in Amazonien vorhanden sind, um die Sakramentenspendung zu gewährleisten. Darüber hinaus sollen die ständigen Diakone und Laien stärker in die Arbeit in den Gemeinden eingebunden werden und eine dazu nötige theologische Ausbildung erhalten. Das Wirken von Frauen war und ist in der Kirche Amazoniens wichtig. Dieser Beitrag darf nicht geschmälert werden, indem man den Frauen nur dann eine wichtige Rolle zubilligen würde, wenn man sie zu geweihten Amtsträgern machte. Eine solche Klerikalisierung würde den wertvollen Beitrag der Frauen schmälern. So darf das Wirken der Frauen in der Kirche nicht bei einem rein funktionalen Ansatz stehen bleiben, der sich auf „einseitige Fragestellungen hinsichtlich der Macht in der Kirche“ (QA 101) verengen würde. Vielmehr muss ihr Beitrag eingebettet in die inneren Strukturen, nach dem Vorbild Mariens, verstanden werden.
Im Umgang mit anderen Religionen und Konfessionen soll die Kirche im Bewusstsein ihrer eigenen Glaubensvorstellungen wertschätzen, was bei diesen anderen Religionen und Konfessionen Wahres und Gutes ist, und nach dem Verbindenden suchen. Bei all den Dingen, die die Glaubensgemeinschaften verbinden, müssen sie Seite an Seite für Solidarität und Gerechtigkeit kämpfen und den Benachteiligten und Unterdrückten helfend zur Seite stehen.

## Reaktionen
Der Generalsekretär der Synode, Lorenzo Kardinal Baldisseri, bezeichnete das Treffen als „einen langen Prozess“, bei dem vieles noch im Gange sei und weiter diskutiert werden müsse. Der Papst habe die Vorschläge der Synode weder verworfen noch ihnen ausdrücklich zugestimmt. Der Vorsitzende der Deutschen Bischofskonferenz, Kardinal Reinhard Marx, wies darauf hin, „dass das Schlussdokument der Amazonas-Synode und das jetzt veröffentlichte Papstschreiben eine Einheit darstellten und zusammen betrachtet werden müssten“; es sei bemerkenswert, dass Franziskus die Relevanz beider Schreiben betone und ausdrücklich nicht das eine durch das andere aufhebe. Der Direktor der vatikanischen Pressestelle, Matteo Bruni, widmete sich hingegen dem rechtlichen Aspekt: Querida Amazonia sei „lehramtlich“, das Schlussdokument der Amazonassynode vom Oktober 2019 sei dies hingegen nicht – es habe eine gewisse moralische, aber keine lehramtliche Autorität.
Kurienkardinal Gerhard Ludwig Müller lobte Querida Amazonia als ein Dokument der Versöhnung. Der Papst habe nach der Synode nicht irgendwelche dramatischen und umstürzenden Konsequenzen gezogen, sondern biete der Kirche und allen Menschen guten Willens seine Antworten an, als Hilfe für eine „harmonische, kreative und fruchtbare Rezeption des gesamten synodalen Prozesses“. Der Nachfolger des heiligen Petrus habe alle Katholiken und Christen anderer Konfessionen, wie auch alle Menschen guten Willens für eine positive Entwicklung der Amazonasregion gewinnen wollen, so das unsere Mitmenschen und Mitchristen, die dort leben, die aufrichtende und vereinigende Kraft des Evangeliums erfahren mögen.
In der Pressekonferenz der Deutschen Bischofskonferenz zum Erscheinen von Querida Amazonia hob Reinhard Kardinal Marx unter anderem hervor, dass, wer mit diesem Schreiben konkrete Entscheidungen und Handlungsanweisungen erwartet habe, sie in dieser Exhortation nicht finden werde. Das Dokument sei hingegen „eine weltkirchlich relevante, vom päpstlichen Lehramt getragene Rezeption der Synode und deren Schlussdokument“. Die Synode habe auch nicht den Zölibat zum Thema gehabt. Diesen Aspekt sprach auch Franziskus an, als er den Fokus vieler Medien auf die Themen Zölibat und Frauenweihe beklagte. Bei der Synode sei um etwas anderes gegangen.
Das Dokument rief auch kritische Stellungnahmen hervor, insbesondere aus Deutschland. Der Präsident des Zentralkomitees der deutschen Katholiken, Thomas Sternberg, bedauert fehlenden Mut zu echten Reformen. Papst Franziskus wage „keinen Schritt nach vorne“. Vielmehr befestige er „sowohl in Bezug auf den Zugang zum Priesteramt, wie auch in Bezug auf die Beteiligung von Frauen an Diensten und Ämtern der Kirche, die bestehenden Positionen der römischen Kirche“. Der Theologe Massimo Faggioli von der privaten katholischen Villanova University in den USA sieht Rückschritte in die Vergangenheit. „Viele werden sagen, dass das Joseph Ratzinger vor zehn Jahren oder Johannes Paul II. vor 30 Jahren geschrieben haben könnten.“
Das Kapitel Die Kraft und die Gabe der Frauen betrifft sowohl das Frauenbild des Papstes im Allgemeinen als auch seinen erneuert thematisierten Ausschluss der Frauenordination. Das Dokument sei, so die Katholische Frauengemeinschaft Deutschlands, „ein herber Schlag für alle Frauen, die auf ein starkes Signal zur Gleichberechtigung in der katholischen Kirche gehofft haben“; es sei unerträglich, „dass die Amtskirche weiterhin Frauen gleiche Rechte abspricht und sie aus biologistischer Argumentation heraus zu Dienstleisterinnen degradiert“. Das Frauenbild des Papstes sei – so der Kirchenrechtler Thomas Schüller – „marianisch“ geprägt, ihr Wesen sei danach „empfangend und dienend“.
Aber nicht nur die Festlegung des Papstes gegen die Frauenordination, sondern auch die Begründung dafür steht in der Kritik. Einerseits sei die vom Papst befürchtete Gefahr der Klerikalisierung der Frauen durch die Ordination nicht nachvollziehbar. Andererseits stelle die kirchliche Schutzmaßnahme gegen ihre Klerikalisierung – der Ausschluss vom Priesteramt – „Paternalismus pur“ dar. Insbesondere angesichts der hohen päpstlichen Wertschätzung der Frauen werde ihr Ausschluss zum Selbstschutz auch als eine „Verhöhnung“ empfunden.